# يوخن باتشفيلد
يوخن باتشفيلد (بالألمانية: Jochen Bachfeld)‏ (مواليد 17 أكتوبر 1952) هو ملاكم ألماني شرقي، مثّل بلاده في الألعاب الأولمبية الصيفية في دورتي 1972 و1976.

## روابط خارجية
يوخن باتشفيلد على موقع أوليمبيديا (الإنجليزية)